# قائمة مدارس الكويت
هذه قائمة بالمدارس الابتدائية والثانوية في دولة الكويت. أما المدارس العليا، فيمكنك العثور عليها ضمن قائمة الجامعات في الكويت.
تُعتبر معظم المدارس في الكويت مدارس حكومية تعتمد اللغة العربية في تدريس مناهجها. ومع ذلك، يوجد عدد من المدارس الخاصة التي تتبنى أنظمة تعليمية مختلفة، مثل:
- النظام الهندي: تتبع مدارس المجلس المركزي الهندي للتعليم الثانوي.
- النظام البريطاني.
- النظام الأمريكي.
- النظام الفرنسي.
- أنظمة مختلطة تجمع بين لغات ومناهج مختلفة.

## المدارس الأمريكية
- المدرسة الأمريكية الأحمدية – asa.edupage.org
- الأكاديمية الأمريكية للإبداع
- المدرسة الأمريكية الدولية في الخليج
- المدرسة الأمريكية الدولية في الكويت
- المدرسة الأمريكية في الكويت
- المدرسة الأمريكية المتحدة في الكويت – aus.edu.kw
- مدرسة الكويت الأمريكية – kas.edu.kw
- مدرسة الشهيدة أسرار القبندي ثنائية اللغة - (مقبس)
- المدرسة الأمريكية العالمية – uas.edu.kw
- مدرسة البكالوريا الأمريكية – abs.edu.kw
- مدرسة أسباير ثنائية اللغة - https://www.absk.edu.kw/

## المدارس البنغلاديشية
- مدرسة مجد الصباح البنغلاديشية الدولية (منطقة عبد الله المبارك) (مغلقة)

## المدارس ثنائية اللغة
- مدرسة الأجيال ثنائية اللغة
- مدرسة البيان ثنائية اللغة
- مدرسة الغانم ثنائية اللغة
- مدرسة المعالي ثنائية اللغة
- مدرسة النبراس الدولية ثنائية اللغة
- مدرسة النور ثنائية اللغة
- مدرسة أسباير ثنائية اللغة
- مدرسة الرؤية ثنائية اللغة
- مدرسة الزبني
- الأكاديمية الأمريكية العربية ثنائية اللغة
- المدرسة الأمريكية ثنائية اللغة
- المدرسة الكندية ثنائية اللغة
- مدرسة دانة العالمية في الكويت
- مدرسة دسمان ثنائية اللغة
- مدرسة المستقبل ثنائية اللغة
- الأكاديمية العالمية ثنائية اللغة
- أكاديمية الجهراء ثنائية اللغة
- مدرسة الحياة العالمية ثنائية اللغة
- أكاديمية الكويت ثنائية اللغة
- مدرسة الشمال الغربي ثنائية اللغة
- المدارس البريطانية
- مدرسة القبندي ثنائية اللغة
- المدرسة البريطانية في الكويت
- مدرسة كامبريدج الإنجليزية
- حضانة كاسكيد البريطانية
- المدرسة الإنجليزية في الفحيحيل
- المدرسة الإنجليزية للبنات - سلوى
- مدرسة فالكون الإنجليزية
- الأكاديمية البريطانية الخليجية
- المدرسة الإنجليزية الخليجية بالكويت
- الأكاديمية الدولية بالكويت
- المدرسة البريطانية الدولية في الكويت
- المدرسة الإنجليزية بالكويت
- المدرسة الإنجليزية الدولية بالكويت
- المدرسة الإنجليزية الوطنية بالكويت
- المدرسة الإنجليزية الجديدة
- أكاديمية أكسفورد بالكويت
- المدرسة الإنجليزية الباكستانية
- المدرسة الإنجليزية التحريرية
- الأكاديمية الإنجليزية
- المدرسة الإنجليزية، الكويت
- مدرسة اللعب والمرح الإنجليزية

- أكاديمية الخليج البريطانية
- مدرسة نوتنغهام البريطانية – nbs.edu.kw

## المدارس المصرية
- مدرسة سفارة جمهورية مصر العربية بالكويت - الجابرية

## المدرسة الفرنسية
- المدرسة الفرنسية الدولية في الكويت

## المدارس الهندية
- المهبولة
- المدرسة الهندية بالجابرية - الجابرية
- المدرسة الهندية الأمل - السالمية
- المدرسة الهندية الراشد - الفروانية
- مدرسة الكرمل - خيطان
- المدرسة الهندية الوطنية الفحيحيل الخاصة (DPS) - الأحمدي
- المدرسة الهندية الخليجية - المنقف
- أكاديمية المتعلمين الهندية الخاصة
- المدرسة الهندية المجتمعية، فرع عمان - السالمية، قطعة 12
- المدرسة الهندية المجتمعية، فرع جونيور - السالمية، قطعة 10
- المدرسة الهندية المجتمعية، فرع خيطان - خيطان
- المدرسة الهندية المجتمعية، فرع سنيور - السالمية، قطعة 10
- المدرسة الهندية التعليمية (بهاراتيا فيديا بهافان) - جليب الشيوخ
- المدرسة الهندية الإنجليزية (دون بوسكو) - السالمية، قطعة 10
- المدرسة الهندية المتحدة - جليب الشيوخ
- المدرسة الهندية الدولية المتحدة - الحساوي
- المدرسة الهندية المركزية الجديدة - المنقف
- المدرسة الهندية المركزية - جليب الشيوخ
- المدرسة الإنجليزية العالمية - الفحيحيل
- المدرسة الهندية الذكية، الكويت
- المدرسة الهندية AMSB - المهبولة

## المدارس الإيرانية
- المدرسة الإيرانية في الكويت

## المدارس الباكستانية
- مدرسة الفحيحيل الباكستانية
- مدرسة ومعهد الخليج الباكستاني الإنجليزي
- المدرسة والكلية الدولية الباكستانية
- المدرسة الباكستانية الإنجليزية في الكويت
- المدرسة الباكستانية الدولية الجديدة - حولي
- مدرسة أكسفورد الباكستانية الإنجليزية
- حروف النازي - الرميثية
- أكاديمية باكستان - الأحمدي (مدرسة تدرس باللغة الإنجليزية)
- أكاديمية باكستان الإنجليزية - الفروانية
- المدرسة الباكستانية الإنجليزية - جليب الشيوخ
- مدرسة باكستان إكسل الإنجليزية - جليب الشيوخ
- المدرسة الباكستانية، الرميثية
- المدرسة الباكستانية الوطنية الإنجليزية
- المدرسة الباكستانية - المنقف
- مدرسة باكستان صن شاين - حولي

## المدارس الخاصة
- مدرسة الجميل الخاصة - السالمية
- الأكاديمية العربية الحديثة - السالمية
- مدرسة المنهل الخاصة - السالمية
- المدرسة الوطنية الخاصة - حولي
- أكاديمية باكستان الإنجليزية - الفروانية
- مدرسة الشاهين - ميدان حولي
- مدرسة النجاة - النجاح
- أكاديمية باكستان - الأحمدي
- مدرسة القطوف الخاصة
- مدرسة القبس - حولي
- مدرسة زفت - العبدلي
- UAS الكويت

## المدارس الحكومية

### المدارس الابتدائية

#### الأولاد
- عبد الرحمن الغافقي - الرميثية
- عامر بن عمر
- الشهداء - الرميثية
- خباب بن الأرت - الجابرية
- محمد الشيجي - الرميثية
- قيس بن أبي عاص
- سيف الدولة

#### فتيات
- الرديفة
- أروى بنت الحارث - الرميثية
- فاطمة بنت اليمان
- ميسلون
- أم عطية - عبد الله السالم
- أم القرى - الرميثية

### المدارس المتوسطة

#### الأولاد
- أبو تمام - الرميثية
- محمد عبد الله الوهيب - الجابرية
- محمد حسن الموسوي - الرميثية

#### فتيات
- القيروان - الرميثية
- أم سلمة - الرميثية

### المدارس الثانوية

#### الأولاد
- فهد الدويري - الجابرية
- جابر الأحمد - الجابرية
- فلسطين - الرميثية
- عيسى عبد الله الهولي - العقيلة
- حمد الرجيب - كيفان

#### فتيات
- 25 فبراير - الرميثية
- الجيل الجديد (الأكاديمية الأمريكية للبنات)
- قرطبة
- أمامة بنت بشر - الرميثية

## مدارس ذوي الاحتياجات الخاصة
- مدرسة الهدى لذوي الاحتياجات الخاصة
- مدرسة الخليفة لذوي الاحتياجات الخاصة
- مدرسة النبراس لذوي الاحتياجات الخاصة
- حضانة الصباح المثالية للمعاقين
- مدرسة التعليم التوصيلي، الكويت
- مدرسة الأطفال المبدعين العالمية، الكويت

## روابط خارجية
- https://archive.today/20110811015647/http://abbassiya.net/category/5/
- https://www.indiansinkuwait.com/news/مدرسة أسباير الهندية الدولية لبدء هذا العام الأكاديمي 2020-2021/
- https://www.indiansinkuwait.com/news/انطلقت أكاديمية DAS لأنشطة فنون الرقص والرياضة للأطفال
- https://www.indiansinkuwait.com/news/61390-Indian-Central-School-Pinks-it-with-Aspire-Indian-International-Aspire-Bilingual-School-and-Pakistan-English-School/